# Кейв, Эдуард
Эдуард Кейв (англ. Edward Cave; 27 февраля 1691—10 января 1754) — английский издатель, редактор и владелец типографии. Создатель «The Gentleman's Magazine», первого в истории неспециализированного журнала.
Сын сапожника, Кейв родился в Ньютоне около Регби (Уорикшир) в 1691 году и посещал среднюю школу там, однако его выгнали оттуда из-за обвинения в краже у директора. Затем он сменил большое число профессий, включая продавца дров, репортёра и работника на типографии. Он вынашивал идею создания журнала, который был бы посвящён абсолютно всем темам, которые интересовали образованную публику: от коммерции до поэзии. Он пытался убедить нескольких лондонских издателей и продавцов книг в выгодности осуществления этой затеи. Однако никто не проявил интереса к этой идее и он решил создать журнал своими силами. «The Gentleman’s Magazine» впервые вышел в 1731 году и скоро стал самым влиятельным и популярным периодическим изданием эпохи. Также он принёс Кейву богатство.
Кейв был весьма предприимчив и трудолюбив, привлёк к работе в журнале множество авторов, в том числе Сэмюэла Джонсона, а также сам публиковался под псевдонимом Sylvanus Urban.
В 1742 году он предпринял попытку основать первое в мире прядильное производство с использованием гидроэнергии в Нортгемптоне. В 1745 в журнале Кейва была опубликована одна из первых версий гимна Великобритании.
В 1754 году Кейв, страдавший от подагры, умер. В 1907 году основанный им журнал перестал издаваться.